# Andrássyho palác (Košice)

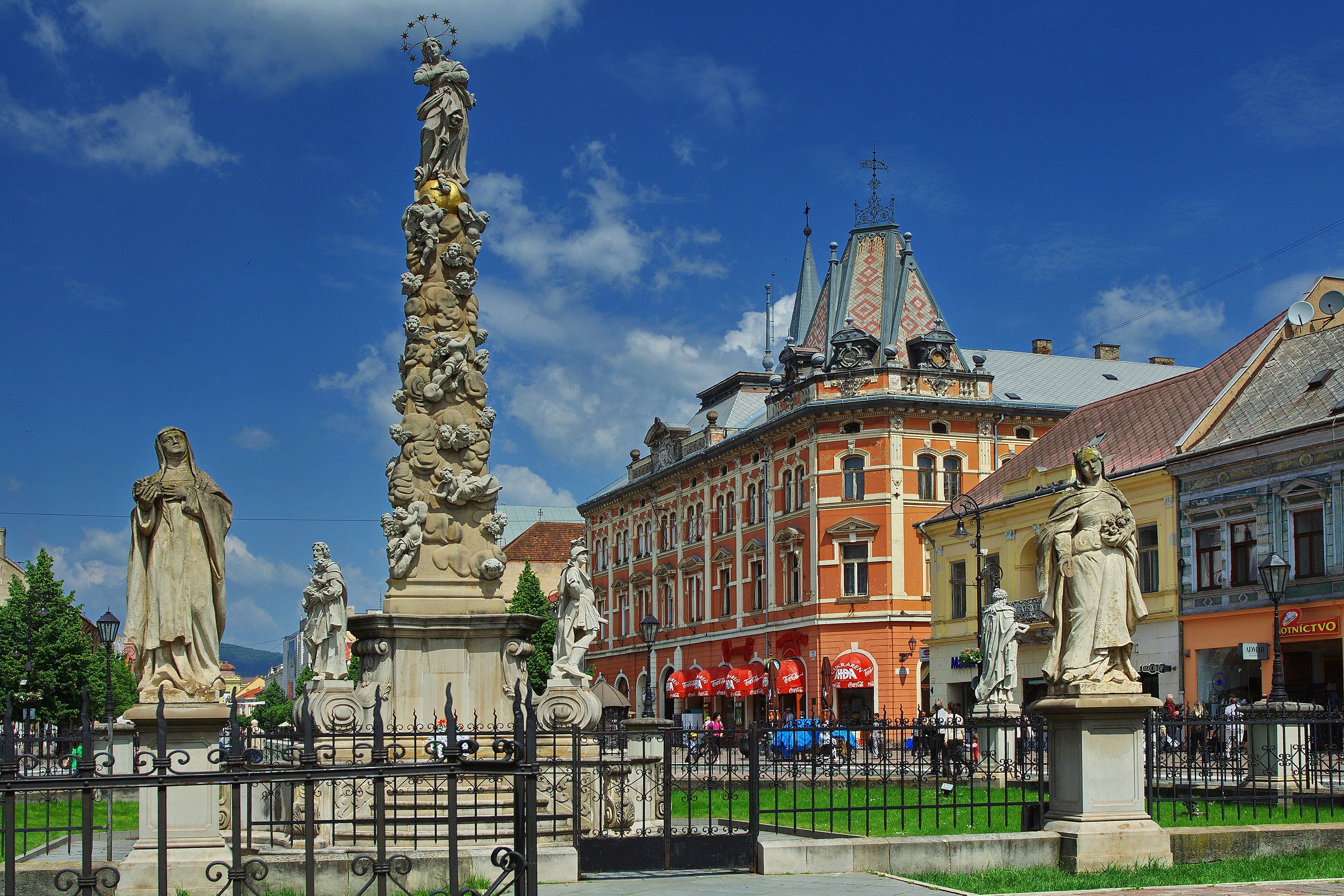
Andrássyho palác a sousoší Immaculata

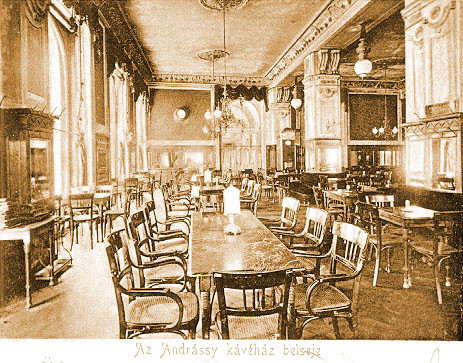
Historický pohled do kavárny v Andrássyho paláci

Andrássyho palác (slovensky též Andrášiho palác nebo dříve Andrássyho dvor, maďarsky Andrássy udvar, Andrássy palota) je neobarokní budova v Košicích stojící na rohu Hlavní a Bílé ulice.

## Dějiny
Andrássyho palác stojí na místě, kde ve středověku stávaly tři menší měšťanské domy. V 18. století je barokně přestavěly a bydlely v nich (od severu k jihu) rodiny Jabroczkých, Klotzkových a Pálfalvyových. Začátkem 19. století se nejsevernější dům stal majetkem Štěpána Andrássyho. V roce 1823 se v tomto domě narodil hrabě Gyula Andrássy[zdroj?], pozdější premiér uherské vlády. Nejjižnější z domů tvořil klenbu nad vchodem do Bílé ulice.
V roce 1898 byly všechny tři domy zbourány a začala výstavba nového Andrássyho paláce, který naprojektoval budapešťský architekt Viktor Cziegler v neobarokním slohu. Výstavbu realizovaly firmy bratrů Jakabových a Michala Répászkeho.
V přízemí paláce byla luxusní kavárna s kulečníkovými stoly. V roce 1906 vznikl návrh zřídit zde hotel, kterých byl ve městě nedostatek, ale byl zamítnut. Kavárna zde zůstala až do konce druhé světové války. Ještě během ní v přízemí sídlila nyilašovská strana Šípových křížů. Po válce byl v přízemí zřízen Obchodní dům Hornád, kterému obyvatelé říkávali i Pionýr. V roce 1968 byl přestěhován do nové budovy Obchodního domu Prior. Pak se sem nastěhoval Dům potravin, který zde setrval až do poloviny 90. let, kdy ho nahradila proslulá košická cukrárna Aida.
V roce 1982 byla budova prohlášena za kulturní památku a později byla překlasifikována na národní kulturní památku.